# Boire de Champtocé
Pour les articles homonymes, voir Boire (homonymie).

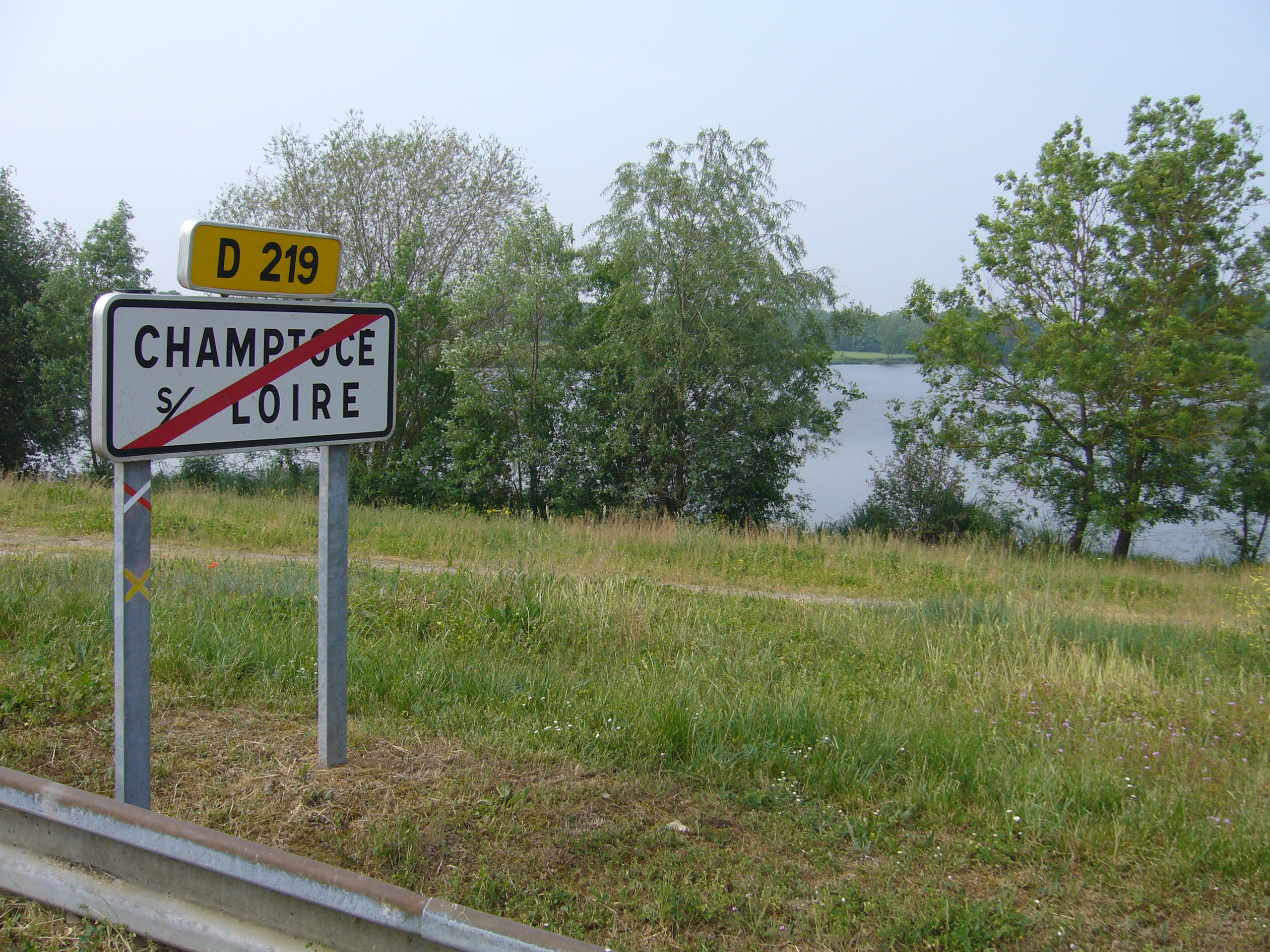
La boire de Champtocé à Champtocé-sur-Loire.

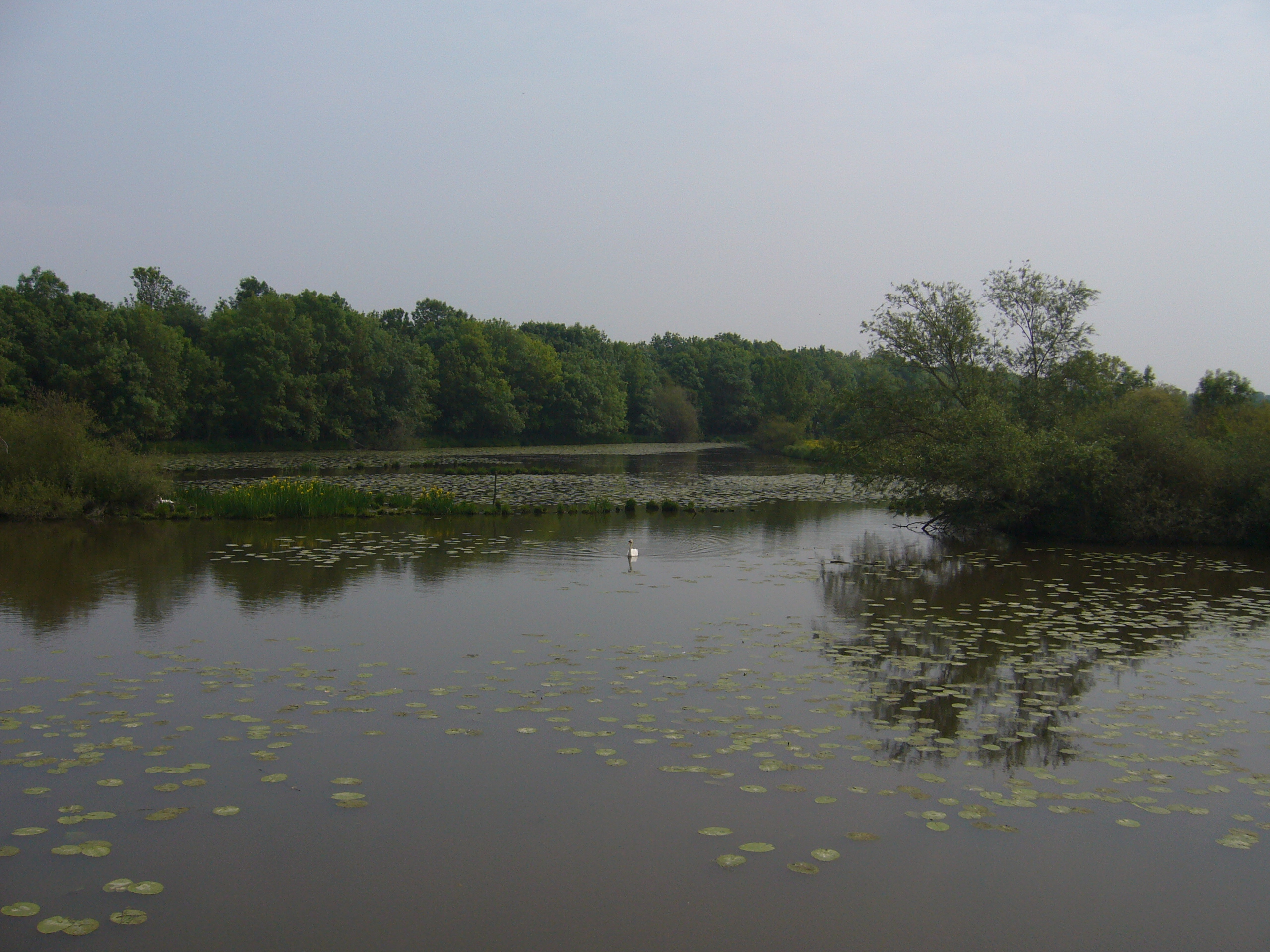
La rivière Romme rejoint la boire de Champtocé.

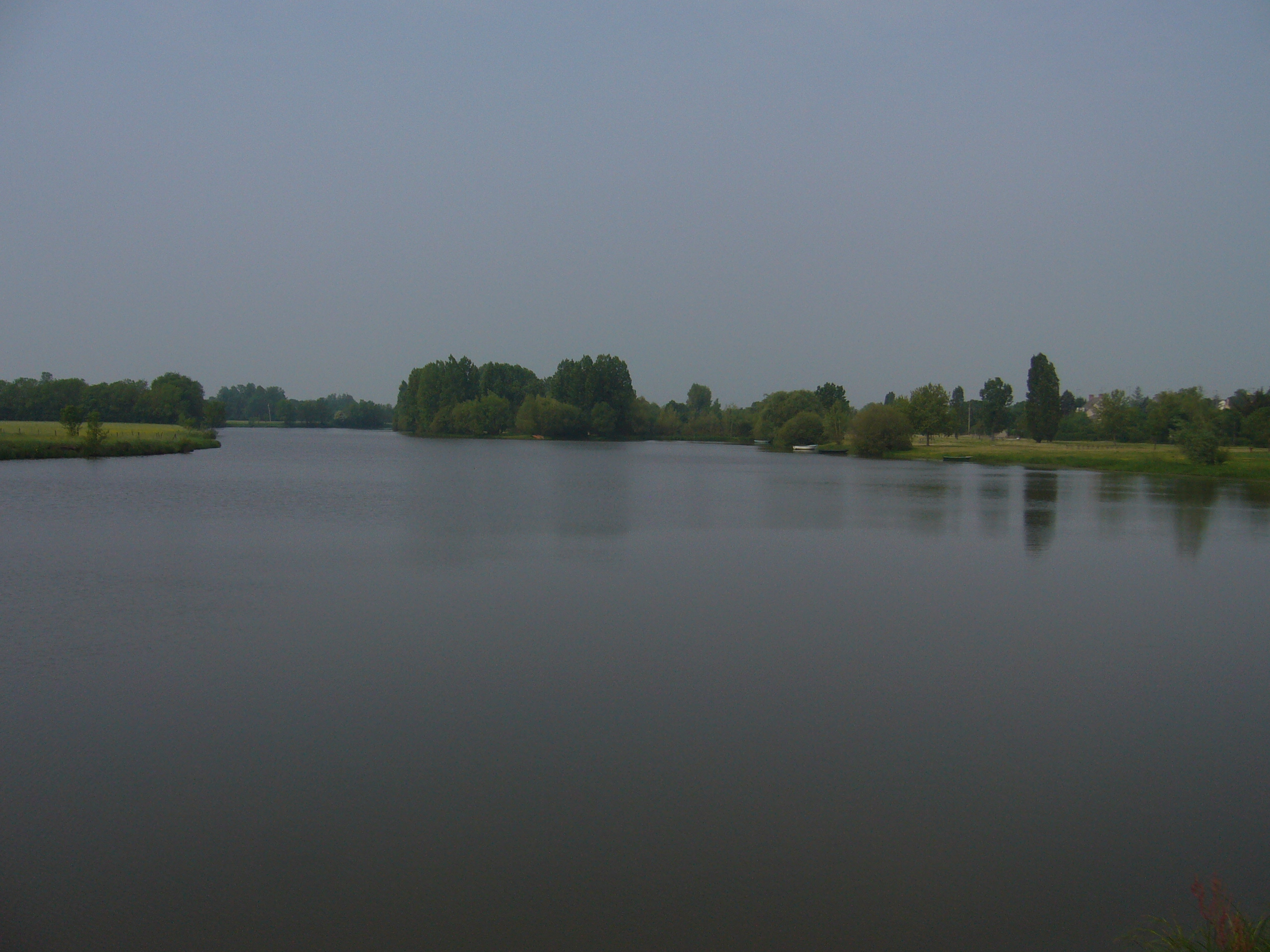
L'étang de la Clémencière formé sur la boire de Champtocé.

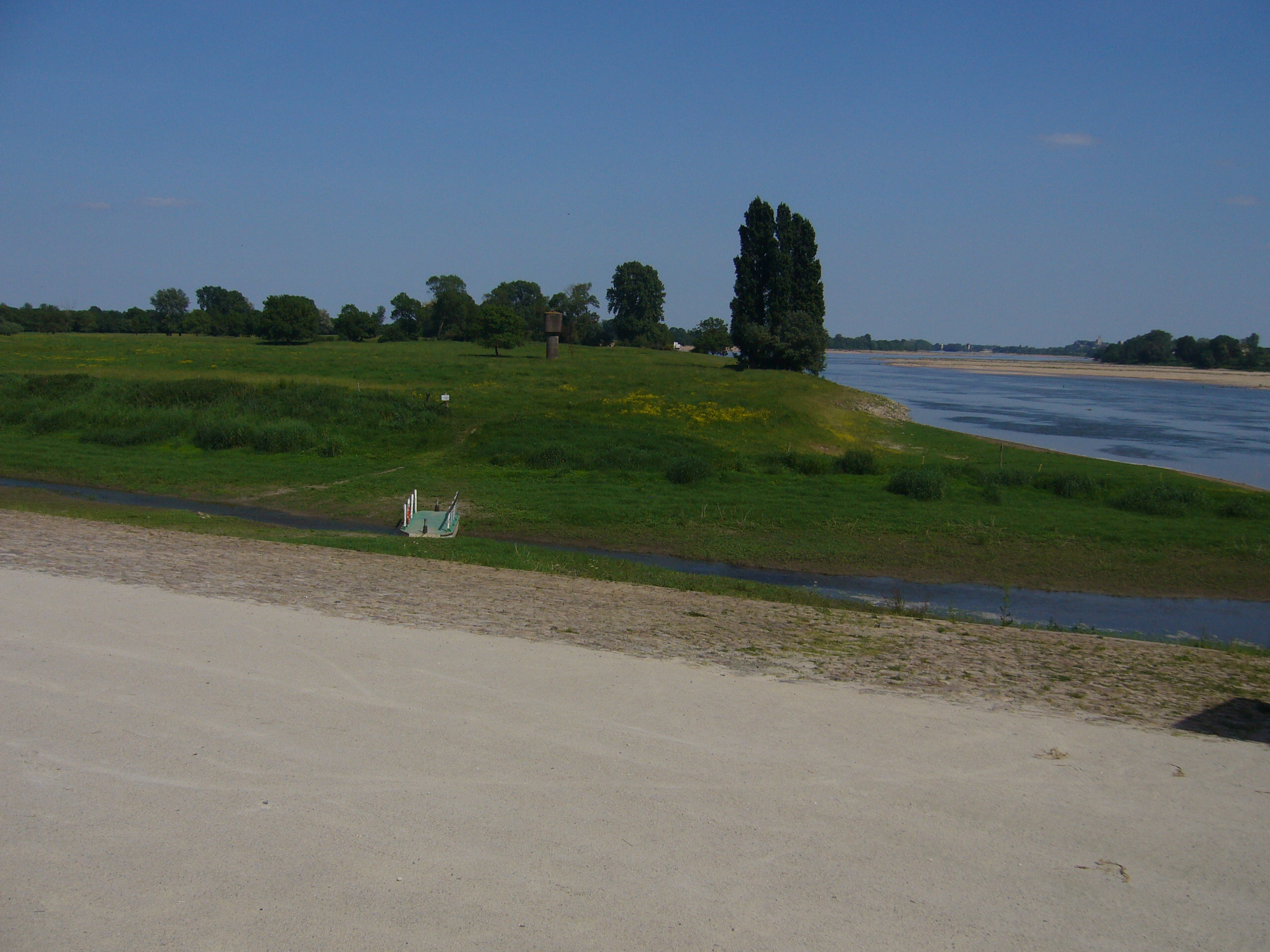
Confluence de la boire de Champtocé et de la Loire à Ingrandes-sur-Loire.

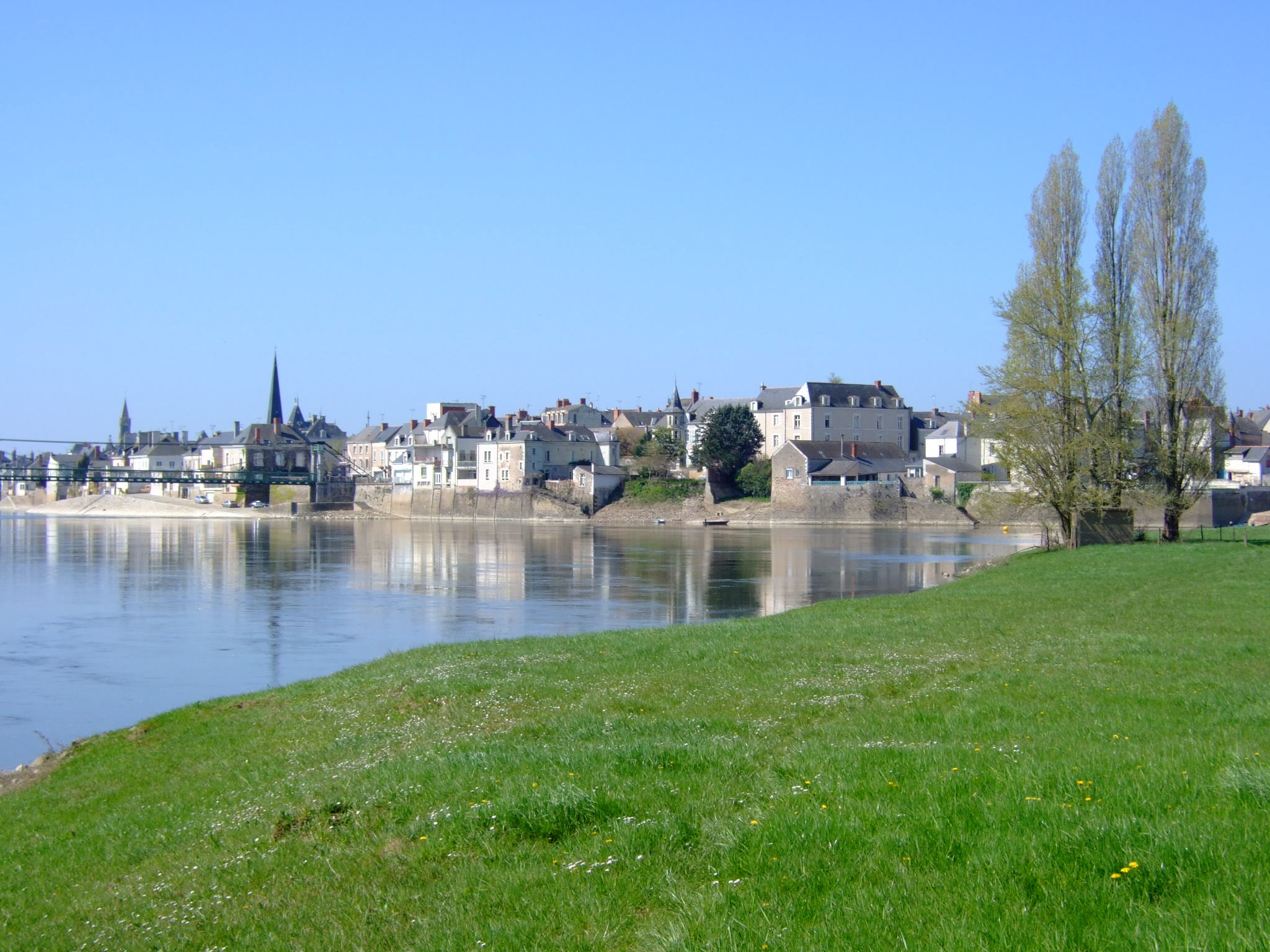
La boire de Champtocé à droite s'écoulant dans la Loire à gauche devant Ingrandes-sur-Loire.

La boire de Champtocé est un ancien bras de la Loire qui longe la commune de Champtocé-sur-Loire jusqu'à Ingrandes-sur-Loire. Cette boire mesure environ 5 kilomètres de long. Elle se prolonge en amont par le ruisseau de la Loge sur une douzaine de kilomètres jusqu'à sa confluence avec la Loire.
La boire de Champtocé est alimentée par des résurgences souterraines ainsi que par les eaux de la Romme et du ruisseau de la Loge qui se prolonge en amont jusqu'à la Loire sur une douzaine de kilomètres jusqu'à la commune de La Possonnière. Lors des crues de la Loire, la boire retrouve un haut niveau d'eau. La boire de Champtocé se distingue par ses prairies humides, ses haies à frêne oxyphylle et présence de ripisylve en bord de Loire. La zone couvre un espace de 443 hectares. L'altitude se situe entre 11 et 12 mètres.
La boire de Champtocé longe la commune de Champtocé sur sa partie sud en formant une étendue d'eau appelé étang de la Clémencière (à ne pas confondre avec l'étang de la clémencière situé sur la commune de La Cornuaille). En aval de cet étang, la boire de Champtocé se rétrécit et prend l'aspect d'un cours d'eau sauvage jusqu'à sa confluence avec la Loire à la hauteur d'Ingrandes-sur-Loire.
Longtemps utilisée par les mariniers sur leurs gabares, la boire est aujourd'hui un lieu de promenade et de loisirs pour les pêcheurs. Elle est séparée de la Loire par la prairie Bruneau, vaste plaine alluviale partagée avec la commune de Montjean-sur-Loire. Près d'Ingrandes, un bac à chaîne permet de franchir la boire de Champtocé pour accéder à la prairie Bruneau.
Lors de la grande sécheresse de 1976, est apparu un dolmen immergé, en partie enterré dans la vase.
Une ancienne voie romaine reliant Nantes à Angers longe la boire de Champtocé.

## Biodiversité
Mammifères
Castor, ragondin,
Poissons
Brochet, sandre,
Oiseaux
Canard colvert, héron cendré, martin pêcheur, balbuzard, aigle, sterne, bergeronnette des ruisseaux,
Divers
Castor, ragondin et Cistude (petite tortue d'eau),
Flore
fritillaire pintade, gratiola officinalis, jonc fleuri (butomus ombellatus L.), ludwigia peploides (jussie), cariçaie, paspaletum, chêne, orme, frêne,

## Protection
La boire de Champtocé est une Zone naturelle d'intérêt écologique, faunistique et floristique (ZNIEFF). La boire de Champtocé est également une zone de protection spéciale (directive Oiseaux).

## Notes et références

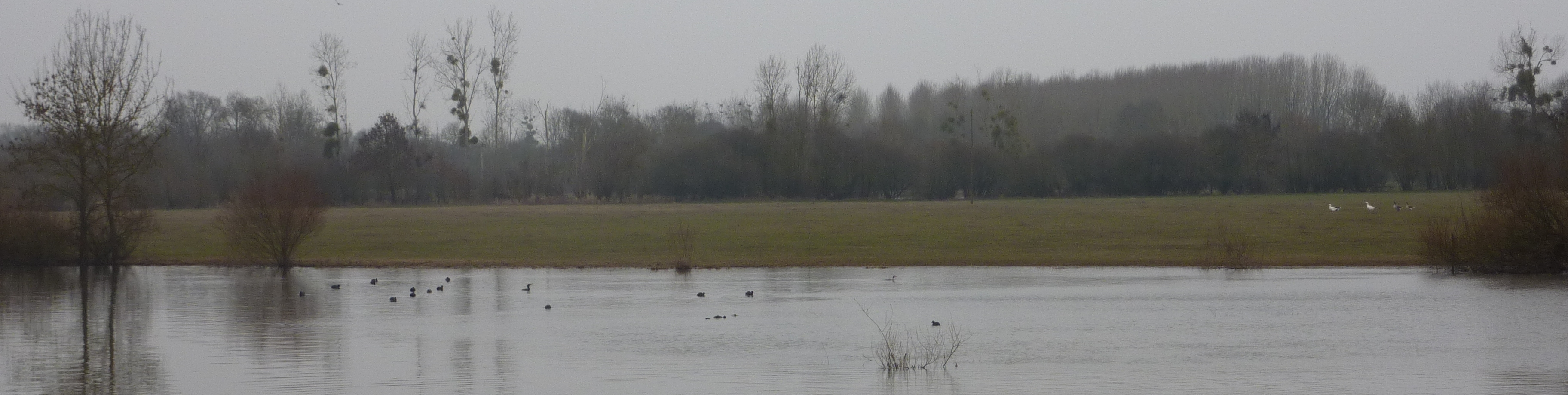
La Romme s'écoulant dans la Boire de Champtocé.